# Tradicionális logika
A tradicionális logika nagyjából a logika késő középkori és újkori létezési formáját jelenti, mely az arisztotelészi és skolasztikus logikából alakult ki, és időszaka egészen a 17. század közepéig tartott; sokan a skolasztikusokat is ide értik.
A döntő hatást erre az irányzatra Arisztotelészen (i. e. 384 – i. e. 322), a görög filozófia nagy alakján kívül a sztoikusok logikai munkássága gyakorolta. A középkorban a skolasztikus logikatudósok továbbfejlesztették Arisztotelész elméleteit, melyek az Organon című gyűjteményben jelentek meg; és kialakítottak egy szimbolikus és formális jellegű, logikai szaknyelvet. A skolasztikus logika fénykora főként a 13. század. Ezután több évszázados hullámvölgy következett, melyből egyetlen tudós, Gottfried Wilhelm Leibniz (1646 – 1716) emelkedik ki (de ő meglehetősen magasra!). 
A logika a középkorban nagyjából ennél tovább nem is fejlődött, sőt a kor végére még a skolasztikus felfedezések nagy része is elfelejtődött. Ez részben azzal magyarázható, hogy a felvilágosodás korában a logikával szemben fontosabbá váltak az empirikus tudományok; részben azzal, hogy a későbbi korok filozófusai (Hume, Kant, Hegel) a logika addigi lételméleti és nyelvelméleti filozófiai alapjairól az énfilozófiára és a dialektikára helyezték a hangsúlyt. A tradicionális logikát mindenképpen szokás megkülönböztetni a 19. század második felében kialakult matematikai formális logikától, de a filozófiai logika elméleteitől is, illetve a logikára való egyéb filozófiai reflexióktól (mint Kant transzcendenciaelméletétől).

## Ismeretelméletialapok
A tradicionális logikának két alapvető építőköve van:
- a fogalom (conceptūs), vagy kicsit más szemléletben a név (terminus), illetve
- a kijelentés (propositio).

A nyelv értelemmel rendelkező elemeiről többféle értelemben is mondhatjuk, hogy van jelentésük.
- Van a valóság egy darabja, amire utalnak – a referencia, vagy későbbi szóhasználattalattal extenzió kivéve a nem létező dolgokat jelölő üres nevek esetében;
  - Ha egy név extenziója egy egységet, egészet alkot, azaz individuális jellegű, akkor egyedi névről vagy fogalomról beszélünk (például Szókratész);
  - Vannak azonban több egyedre egyszerre referálni képes általános fogalmak.
- És mindig létezik olyan gondolati jellegű képzet is, amely a névvel kapcsolatban felvetődik. Ezt is szokás jelentésnek nevezni.

Például a „Szókratész” név referenciája a valóságosan létező ember, a hús-vér Szókratész, és jelentése a név kimondása nyomán elképzelt Szókratész, aki a fejünkben van.
A kijelentés olyan kijelentő mondat, amely eldönthető, vagyis egyértelműen igaz vagy hamis. A kijelentésnek tehát két igazságértéke lehet: igaz vagy hamis. A kijelentés maga is egy jel, azaz van egy jelteste (egy betűsorozat). Ha azonban filozófiai magyarázatot keresünk arra, hogy azt a gondolatunkat, melyet egy mondatunk kifejez, hogyan értheti meg másvalaki is, akinek gondolatai nyilván nem azonosak a mieinkkel, fel kell tenni, hogy a mondatoknak van jelentése, értelme, intenziója is: ez az a tartalmuk, mely minden ember (minden, a nyelvet értő lény) számára közös.
Mindezek a fogalmak és megkülönböztetések még ma is sok vitára adnak okot, és már a skolasztikusok is kommentárok és spekulációk tömegét fűzték hozzájuk, különösen, hogy Arisztotelésznél például a fogalomra vonatkozó megkülönböztetések nemigen fordulnak elő (az Organonban sehol, a Metafizikában sem egyértelműen), ő a neveknek inkább csak név voltával foglalkozott.

## Szubjektum és predikátum
A nevek két csoportra oszthatóak: a tulajdonnevekre és predikátumokra. Ezek közül a predikátumok mondatok állítmányai lehetnek; a mondatban azon dolog pedig, melyre vonatkoznak, a szubjektum. A legegyszerűbb mondatok mindössze egy szubjektum-predikátum párból állnak, melyeket (indoeurópai nyelvekben egy formálisan a létigével azonos szócska, a kopula köt össze:

## A kijelentések fajtái
Az egyszerű szubjektum-predikátum típusú kijelentések két nagyobb csoportra oszthatóak. Az egyedi kijelentések alanya, szubjektuma egyedi fogalom, az általános kijelentések szubjektuma általános fogalom. 
Az általános kijelentések predikátuma egyszerűen vonatkozhat a szubjektumra, vagy pedig módosítva. Ez utóbbi azt jelenti, hogy a kijelentés tagadást, vagy pedig a kvantitás vagy a modalitás jelzését tartalmazza. A kvantitás azt jelentheti, hogy a predikátum vagy annak tagadása az általános alany minden vagy némely egyedére vonatkozhat, a modalitás pedig tulajdonképpen a többértékű logikák felé vezet, mert különféle módokon „értékelni” próbálja, hogy a kijelentés igazsága vagy hamissága „miért” és „hogyan” teljesül (például szükségszerűen vagy véletlenszerűen). A modális kijelentésekkel külön bekezdésben kell foglalkoznunk. A modalitást nem tartozó kijelentéseket asszertorikus típusú kijelentéseknek nevezzük.

## Az asszertorikus ítéletkategóriák és a logikai négyszög
A tradicionális logika egyik legfontosabb területe volt a kijelentések kvantitásának vizsgálata. A kétféle kvantitás és a tagadás kombinációinak eredményeképp négyféle ítéletet kapunk, ezek az ún. kategorikus ítéletek:
1. Egyetemesen állító A-ítélet: Minden ember halandó SaP.
2. Egyetemesen tagadó E-ítélet: Egyetlen ember sem halandó SeP.
3. Részlegesen állító I-ítélet: Némely ember halandó SiP.
4. Részlegesen tagadó O-ítélet: Némely ember nem halandó SoP.

A rövidített elnevezések a latin affirmo (állítok) és nego (tagadok) szavak magánhangzóiból származnak.
Megjegyezzük, hogy a tradicionális logika az egyedi alanyra vonatkozó ítéleteket is kategorikusként kezelte. Például a Szókratész ember kijelentést egyetemes kijelentésként kezelték, a szillogizmusokban is,  ilyet Arisztotelész soha nem tett. Vitatkozni lehet rajta, hogy ez a (formálisan sokszor helyes eredményre vezető) szemlélet továbblépés-e egy általánosabb szillogisztika felé, vagy hanyatlás és pontatlanság. 

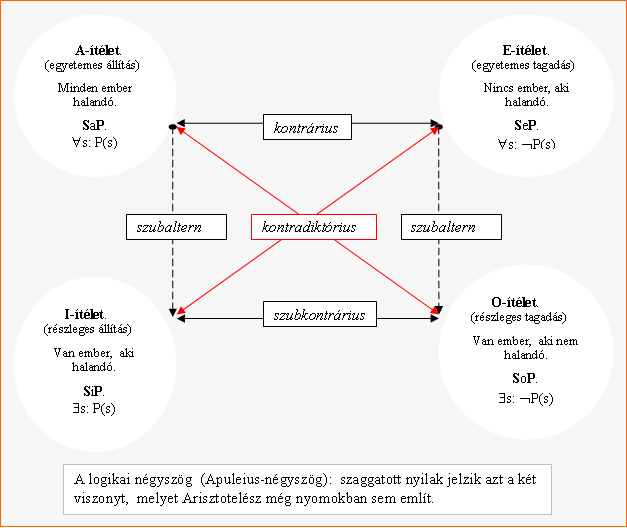
Apuleius négyszöge

Az ábrán a példamondatoknak olyan, a tradicionális logikában nem annyira szokásos megfogalmazást adtunk, melyből sokkal nyilvánvalóbb, hogy milyen viszonyban vannak, például melyik melyiknek a tagadása. Például az Egyetlen ember sem halandó E-ítéletet a Nincs (olyan) ember, aki halandó formába fogalmazva azonnal látható, hogy formálisan ennek nem a Minden ember halandó A-ítélet a tagadása, hanem a Van (olyan) ember, aki halandó I-ítélet (hiszen a „nincs” tulajdonképpen, tartalmát tekintve ugyanaz, mint a „nem van”; indoeurópai nyelveken ez még inkább nyilvánvaló), és valóban belátható, hogy tényleg akkor és csak akkor igaz az egyik, ha hamis a másik.
Az egyes viszonyok magyarázata:
- Didaktikai okok miatt célszerű először a kontradiktórius („ellentmondó”) viszonnyal foglalkozni: ez nem más, mint a tagadás. A formális logikában akkor mondjuk, hogy két kijelentés tagadása egymásnak, ha az első akkor és csak akkor igaz, amikor a második hamis; azaz (egy szimmetrikus definícióval) ha az első igaz, akkor a másik hamis, és ha a másik igaz, akkor az első hamis. Vagyis ha nem lehetnek egyszerre sem igazak, sem hamisak (egy logikai műveletet is segítségül híva: ha a két kijelentés kontravalenciája igaz). Tehát ha a két kijelentés kizárja egymást (azaz egyszerre nem igazak, Arisztotelész ezt ellentétnek nevezte), de tagadásuk is kizárja egymást (azaz egyszerre hamisak sem lehetnek). Arisztotelész gyakran ezt használta annak bizonyítására, hogy két kijelentés tagadása-e egymásnak (ez furcsán hangozhat, hiszen ha adott egy A ítélet meg a B tagadása, melyek kizárják egymást, akkor minek tagadni őket és ellenőrizni, hogy kizárják-e egymást, hiszen persze, mert az A tagadása B lesz, B-é A; azonban a tradicionális logikában az a tagadás, hogy az ítélet állítmányához a „nem” szót kapcsoljuk, önmagában nem eredményez kategorikus kijelentést, mert a tagadás kategorikus alakja át van fogalmazva. Hogy érthetőbbek legyünk: a Minden ember halandó A-ítélet tagadása persze a Nem minden ember halandó, de ez utóbbi nem kategorikus ítélet, mert nem a „minden” meg a „némely” szavak az állítmánya. A Nem minden ember halandó ítéletet úgy illik megfogalmazni, hogy Némely ember nem halandó, és nem is olyan nyilvánvaló, hogy a két ítélet ugyanaz, mert szerkezetileg másként festenek: az egyik így: „tagadás–kvantor–alany–állítmány”, a másik így: „kvantor–alany–tagadás–állítmány”, és valamilyen, például osztálydiagramos vagy egyéb bizonyítást igényel, hogy ez a két különböző formájú ítélet tartalmilag azonos, főleg ha figyelembe vesszük, hogy ítéleteink nem formalizáltak, ezért a kvantálás rengetegféle nyelvi formában fejezhető ki, például Némely ember nem halandó = Pár ember nem halandó = Valakik/Egyesek nem halandók =  Vannak, akik nem halandóak stb.).
- A kontrárius viszony azt jelenti, hogy a kijelentések egyszerre nem lehetnek igazak (legalábbis ha vannak emberek, akkor nem lehet egyszerre minden ember is halandó meg hogy nincs halandó ember – azonban az „üres” fogalmakat a tradicionális logika nem ismerte, ezek csak a matematika hatására kezdtek logikai vizsgálatok tárgyává válni); tehát ezek a mondatok kizárják egymást. Ez azonban még nem jelenti azt, hogy tagadásai lennének egymásnak, hiszen lehetnek egyszerre hamisak. Modern terminológiával: ha két kijelentés kontrárius, az pontosan azt jelenti, hogy konjunkciójuk hamis, azaz ha őket a „nem-és” (Not And-, röviden Nand-) művelettel (Sheffer-művelet) összekapcsolva igaz ítéletet kapunk.
- A szubkontrárius viszony azt jelenti, a két ítélet nem lehet egyszerre hamis (de lehet az egyik hamis, a másik igaz, vagy akár mindkettő is igaz), tehát ha tagadásaik kizárják egymást. Valóban, előfordulhat egyszerre, hogy olyan ember is legyen, aki halandó, meg olyan is, aki nem az; olyan azonban nem, hogy egyik se legyen igaz – legalábbis akkor, ha vannak emberek, azaz ha nem üres az „ember” fogalom.
- Ha egy ítélet egy másikkal szubaltern viszonyban áll, akkor az első ítélet igazságából a másodiké is következik, fordítva azonban nem. Ez a viszony azt jelenti gyakorlatilag, hogy a két ítélet implikációja igaz (vagyis hogy ítéletalgebrailag következnek egymásból).